# 石明三
石明三，元朝人。
石明三与母亲居住在餘姚山中。一天石明三从外面回家，寻找母亲不见，见墙壁穿开，卧室内有三虎子，知道母亲为虎所害。于是尽杀虎子，磨快巨斧站在壁侧，等到母虎来到，砍其脑裂而死。再去倚在岩石旁，执斧等候，砍杀公虎。石明三也站着死去没有仆倒，睁着眼睛好像活着的，所执斧子，牢不可拔。